# Brundibár
Brundibár je dětská opera Hanse Krásy o dvou jednáních na libreto Adolfa Hoffmeistera. Poprvé operu provedly děti ze židovského sirotčince v Praze někdy na přelomu let 1942 a 1943. V roce 1943 se většina tvůrců sešla v Terezínském ghettu, kde byla opera znovu nastudována. Představení se stalo velmi populárním a bylo v letech 1943–1944 provedeno asi 55 krát. Bylo ale také zneužito nacistickou propagandou jako důkaz o idylickém životě Židů v Terezíně.

## Vznik díla
Operu napsali Hans Krása a Adolf Hoffmeister v roce 1938 pro soutěž, kterou vypsalo československé Ministerstvo školství a národní osvěty. K vyhodnocení soutěže ale nedošlo kvůli situaci po podepsání Mnichovské dohody a následným událostem. Rukopis této „pražské“ verze zůstal na ministerstvu. V roce 1972 byl objeven v pozůstalosti Jaroslava Jindry, bývalého československého atašé ve Vídni. Dědicové darovali tento rukopis Památníku Terezín.

## Verze opery
Existují dvě verze díla: pražská a terezínská. Liší se především obsazením orchestru.
Pražská verze je instrumentována pro flétnu, dva klarinety, trubku, klavír, skupiny I. a II. houslí a violoncell, velký a malý buben a činely. Premiéra v jídelně bývalého sirotčince v Belgické ulici ale proběhla v podstatně skromnější instrumentaci: housle, klavír, bicí.
Terezínská verze doznala – kromě drobných melodických a tonálních změn – těchto úprav: je vynechána Druhá píseň dětí (1. jednání, VII. výstup) a 8 taktů refrénu písně Roste strom (2. jednání, VI. výstup). Honička na Brundibára (2. jednání, VII. výstup) je v terezínské verzi bez hudby. Přibyla mezihra – Serenáda. Autor upravil orchestraci podle toho, jaké nástroje byly k dispozici: smyčcové sexteto (čtvery housle, violoncello a kontrabas), klavír, flétna, pikola, klarinet, trubka, buben, kytara, akordeon.
Délka představení je u obou verzí stejná, přibližně 35 minut.

## Inscenační historie

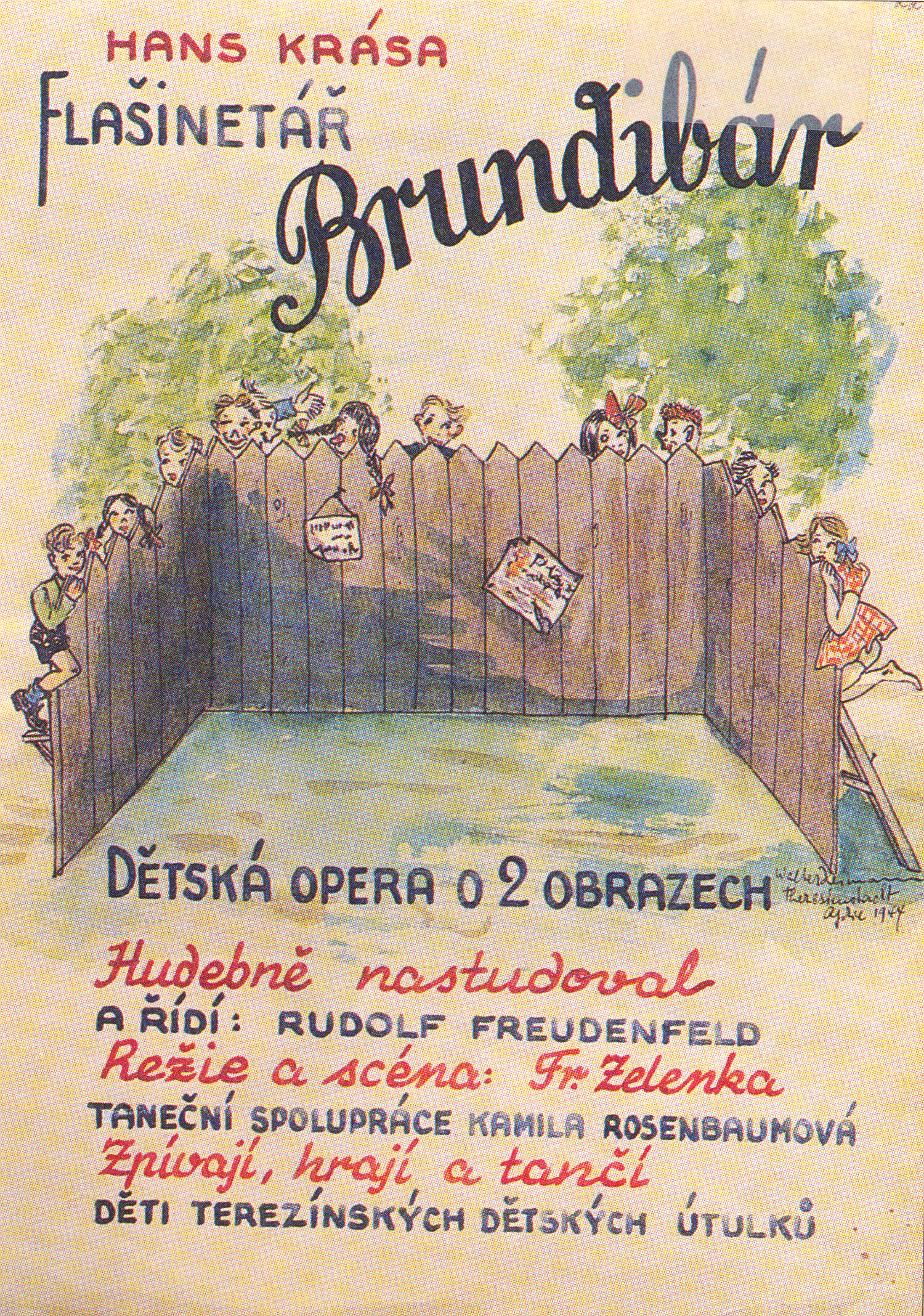
Plakát na operu Brundibár, Terezín, 1944

V židovském sirotčinci v Praze, Belgické ulici 25 (dnes budova Lauderovy školy v Praze) se na oslavě padesátin ředitele ústavu Otty Freundenfelda v roce 1941 sešli dirigent Rafael Schächter, klavíristka Erna Grünfeldová, skladatel Gideon Klein, básník Jiří Orten, překladatel Erik Adolf Saudek, architekt a scénograf František Zelenka, Rudolf Freundenfeld (syn ředitele) a Hans Krása. Během rozhovoru se hosté dozvěděli, že Krása má dětskou operu, která nebyla nikdy hrána. Přítomní se rozhodli, že operu s dětmi ze sirotčince nastudují a uvedou. Vedení se ujal Rafael Schächter a začal se zkouškami. Během příprav opery ale začaly transporty do terezínského ghetta. Odcházely některé děti a také organizátoři (Hans Krása, Rafael Schächter). Zkoušek, které se později konaly v tzv. „dětské útulně“ na Hagiboru, se ujali Rudolf Freundfeld (Franěk) a František Zelenka, který navrhl scénu a představení režíroval. Opera byla nakonec uvedena někdy na přelomu let 1942 a 1943 v bývalé jídelně sirotčince v Belgické ulici, který byl mezi tím přeměněn na nemocnici pro přestárlé a transportu neschopné. Orchestr se zmenšil na klavír, housle a bicí. Do jídelny se vešlo asi 150 diváků. Proběhla dvě představení.
Dne 10. srpna 1942 byl Hans Krása přivezen transportem Ba 67 do Terezínského ghetta. Zde se stal na jaře 1943 vedoucím hudební sekce Freizeitgestaltung vězeňské samosprávy. Koncerty a operní představení byla organizována většinou na půdách jednotlivých objektů (L417, Q307, Q309, Q619, Drážďanská kasárna, Hamburská kasárna, L203). Dne 7. července 1943 přišel do Terezína Rudolf Freuenfeld spolu se svým otcem a řadou dětí, které účinkovaly v pražském představení Brundibára. Podařilo se rovněž přivézt partituru klavírního výtahu Brundibára. Podle ní upravil Krása novou, „terezínskou“ verzi opery. Zkoušky probíhaly většinou na půdě Drážďanských kasáren po dobu jednoho a půl měsíce, dirigoval Rudolf Freuenfeld a režíroval opět František Zelenka. Premiéra proběhla 23. září 1943 na půdě Magdeburských kasáren. Jednalo se o jednu ze dvou terezínských inscenací, která byla provedena s desetičlenným orchestrem. Představení bylo velmi populární a do září 1944 proběhlo asi 55 repríz.

### Zneužití nacistickou propagandou
Dne 23. června 1944 měla proběhnout inspekce Mezinárodního červeného kříže. Komisi vedl představitel švýcarského červeného kříže Maurice Rossel a dále v ní byli dva zástupci dánského červeného kříže. Tito pánové zhlédli představení Brundibára, které bylo součástí potěmkinovské akce, kdy místa ghetta, kudy měla komise projít, byla „zkrášlena“ a život zde byl ukazován jako idylický. Před návštěvou komise rozhodlo vedení ghetta, že představení se bude konat ve velkém sále sokolovny. Zkoušku dne 22. června navštívilo nacistické vedení tábora. Tomu připadala původně jednoduchá scéna (prkenná ohrada) příliš smutná, a proto byl vydán rozkaz, aby byla doplněna o kulisy města. Potřebný materiál byl okamžitě vydán a František Zelenka se svými pomocníky museli pracovat celou noc.
Na konci léta 1944 pak byl v Terezíně natočen propagandistický film Der Führer schenkt den Juden eine Stadt (Vůdce daruje Židům město). Film natáčel štáb protektorátních filmových Aktualit a režíroval jeden z vězňů: Kurt Gerron. Krátce nato, v průběhu září a října 1944 byli účastníci představení – dospělí i dětí – deportováni do Osvětimi, kde byla většina z nich zavražděna.

### Seznam inscenací
- přelom 1942 a 1943, jídelna židovského sirotčince, Praha 2, Belgická 25, dětský sbor sirotčince, klavír (Löffelholz), housle (Berkovič), bicí (Kaufmann), dirigent Rudolf Freundenfeld – „pražská“ verze,
- 23. září 1943, Terezín, Magdeburská kasárna, dětský sbor ghetta, dirigenti Rudolf Freundenfeld a Rafael Schächter, scéna a režie František Zelenka, taneční spolupráce Kamila Rosenbaumová – „terezínská“ verze, asi 55 repríz v letech 1943–1944. Hráli: Aninka: Greta Hoffmeistrová (1929) později Marie Mühlsteinová (1932–1944), Pepíček: Emanuel Mühlstein (1929–1944), Brundibár: Hanuš Josef Treichlinger (1929–1944)[9], Vrabec: Marie Mühlsteinová, později Raphael Sommer (1937–2001), Kocour: Ela Steinová (1930–2018), Pes Azor: Zdeněk Ornstein.[10]
- 18. říjen 1991 – Terezín, Magdeburská kasárna, Dismanův rozhlasový dětský soubor, sbormistři: Zdena a Václav Fleglovi, klavírní doprovod: Michal Macourek nebo Andrea Mottlová, případně orchestr Archioni Plus za řízení Michala Macourka, režie: Zdena Fleglová. Představení je na repertoáru sboru dodnes, naposledy bylo uvedeno 24. listopadu 2017 v Terezíně. Mimo Českou republiku sbor uvedl Brundibára na zájezdech v Německu, Belgii, Francii a USA.[11] V červnu 1992 byla pořízena nahrávka tohoto provedení firmou Channel Classics (CCS 5193).[12]
- 25. září 1999 – Praha, Národní divadlo (Kolowrat), Škola hudby a zpěvu Jiřiny Markové, dirigent: František Preisler ml. – první provedení úplné pražské verze.[13] Archiv národního divadla uvádí jako datum premiéry 9. říjen 1999.[14]
- 11. listopadu 2013 - Plzeň, Divadlo J.K.Tyla. Společné provedení Plzeňského dětského sboru a německého sboru Cantemus[15]
- 5. červen 2015 – Brundibár z ghetta, produkce: Josef Škarka a Ghettofest, režie: Linda Keprtová, orchestr: Brno contemporary orchestra, dirigent: Pavel Šnajdr, 10 uvedení[16]
- 7. listopad 2021 - Praha, Stavovské divadlo, soubor: Dětská opera Praha. Představení je součástí projektu Musica non grata a festivalu terezínských autorů Věčná naděje s podporou Velvyslanectví SRN v Praze.[17]

## Osoby
- Pepíček
- Aninka
- Brundibár (flašinetář)
- pekař
- zmrzlinář
- mlékař
- strážník
- vrabec
- kocour
- pes Azor
- okna, děti, obyvatelé městečka[18]

### Obsazení
Kompletní obsazení se nedochovalo, známa jsou jen některá jména z terezínské verze.
- Pepíček – Pinťa Mühlstein
- Aninka – Greta Hofmeisterová
- Brundibár – Honza Treichlinger
- Vrabčák – Maria Mühlsteinová
- Kočka – Ela Steinová
- Pes – Zdeněk Ohrenstein
- Zmrzlinář – Honza Holub

V dalších rolích se mimo jiné představili Eli Mühlstein, Anna Flachová, Štěpán (Rafael) Sommer, Hana Pollaková, Ruth Schächterová, Ruth Gutmannová, Hana Vohryzková.

## Děj opery

### První jednání
Maminka Pepíčka a Aninky je nemocná. Pan doktor doporučil, aby pila mléko. Děti se vypraví tento lék opatřit. Na tržišti potkávají pekaře, zmrzlináře i mlékaře. Každý chce ale za své zboží peníze. Strážník dětem vysvětluje, že nic není zadarmo. Děti přemýšlejí, jak potřebné peníze získat. Všimnou si Brundibára, který hraje na flašinet a lidé mu za to dávají do čepice mince. Rozhodnou se, že to zkusí také. Postaví se opodál a zpívají písničku. Flašinet je ale hlasitý a dětí si nikdo nevšímá. Děti se po Brundibárovi pitvoří a ten je vyžene. Večer lidé z tržiště odejdou a děti zůstávají samy, smutné z toho, že se jim nepodařilo, co zamýšlely. Objevují se ale vrabec, kocour a pes Azor a slibují dětem na příští den pomoc. Děti usnou na lavičce.

### Druhé jednání
Zvířátka budí Pepíčka a Aninku a sdělují jim svůj plán: odpoledne budou zpívat s nimi. Zvoní ale školní zvonek a děti jdou do školy. Po skončení vyučování už je na tržišti opět flašinetář Brundibár. Jeho hru mu ale kazí mňoukající kocour, pes Azor jej tahá za nohavici. Přichází sbor dětí ze školy a Pepíček je jejich dirigentem. Zpívají písničku Maminka kolébá. Lidem se písnička líbí, odvracejí se od flašinetu a dávají peníze dětem. Brundibár má zlost a čepici s penězi dětem ukradne. Děti jej honí a on nakonec svůj lup raději zahodí. Děti oslavují svůj úspěch pochodem Brundibár poražen.

## Nahrávky
- 1991 – Terezin : the music 1941–1944 (disk 2), Fisyo Praha, sbor Bambini di Praga, dirigenti: Mario Klemens, Bohumil Kulínsky (25:22), nahrávka Romantic Robot (CD 00864)[20]
- 1993 – Composers From Theresienstadt 1941–1945: Brundibár | Czech Songs, Dismanův rozhlasový dětský soubor, sbormistři: Zdena a Václav Fleglovi, dirigent Joža Karas, nahrávka Channel Classics (CCS 5193), nahráno: červen 1992, vyšlo 1993.[21]
- 2007 – Brundibár: pražská verze 1938 / terezínská verze 1943, Dětská opera Praha, dirigenti Robert Jindra a Jan Kučera, sbormistr: Zuzana Marková, Boosey & Hawkes Bote & Bock GmbH & Co. KG, DOP-006[22]